# ستيف ستريت
ستيف ستريت (بالإنجليزية: Steve Street)‏ هو سياسي أمريكي، ولد في 4 سبتمبر 1950 في أورتونفيل في الولايات المتحدة. حزبياً، نشط في الحزب الديمقراطي. وقد انتخب عضو داكوتا الجنوبية البيت النواب.